# Hoquei sobre herba als Jocs Olímpics d'estiu de 2004
Als Jocs Olímpics d'Estiu de 2004 celebrats a la ciutat d'Atenes (Grècia) es disputaren 2 competicions d'hoquei sobre herba, una en categoria masculina i una altra en categoria femenina. La competició es disputà entre els dies 14 i 27 d'agost de 2004 al Centre Olímpic d'Hoquei del Complex Olímpic d'El·linikó.

## Comitès participants
Hi participaren un total de 352 jugadors d'hoquei, entre ells 192 homes i 160 dones, de 14 comitès nacionals diferents:
| Categoria masculina - Alemanya - Argentina - Austràlia - Corea del Sud - Egipte - Espanya - Índia - Nova Zelanda - Països Baixos - Pakistan - Regne Unit - Sud-àfrica |  | Categoria femenina - Alemanya - Austràlia - Argentina - Corea del Sud - Espanya - Japó - Nova Zelanda - Països Baixos - Sud-àfrica - R.P. de la Xina |

## Resum de medalles
| Prova                  | Or | Argent | Bronze |
| Hoquei masculí Detalls | AustràliaMichael Brennan · Travis Brooks · Dean Butler · Liam de Young · Jamie Dwyer · Nathan Eglington · Troy Elder · Bevan George · Robert Hammond · Mark Hickman · Mark Knowles · Brent Livermore · Michael McCann · Stephen Mowlam · Grant Schubert · Matthew Wells       | Països BaixosMatthijs Brouwer · Ronald Brouwer · Jeroen Delmee · Teun de Nooijer · Geert-Jan Derikx · Rob Derikx · Marten Eikelboom · Floris Evers · Erik Jazet · Karel Klaver · Jesse Mahieu · Rob Reckers · Taeke Taekema · Sander van der Weide · Klaas Veering · Guus Vogels                                        | AlemanyaClemens Arnold · Christoph Bechmann · Sebastian Biederlack · Philipp Crone · Eike Duckwitz · Christoph Eimer · Björn Emmerling · Florian Kunz · Björn Michel · Sascha Reinelt · Justus Scharowsky · Christian Schulte · Timo Weß · Tibor Weißenborn · Matthias Witthaus · Christopher Zeller |
| Hoquei femení Detalls  | AlemanyaTina Bachmann · Caroline Casaretto · Nadine Ernsting-Krienke · Franziska Gude · Mandy Haase · Natascha Keller · Denise Klecker · Anke Kühn · Badri Latif · Heike Lätzsch · Sonja Lehmann · Silke Müller · Fanny Rinne · Marion Rodewald · Louisa Walter · Julia Zwehl | Països BaixosMinke Booij · Ageeth Boomgaardt · Chantal de Bruijn · Lisanne de Roever · Mijntje Donners · Sylvia Karres · Fatima Moreira de Melo · Eefke Mulder · Maartje Scheepstra · Janneke Schopman · Clarinda Sinnige · Minke Smabers · Jiske Snoeks · Macha van der Vaart · Miek van Geenhuizen · Lieve van Kessel | ArgentinaPaola Vukojicic · Cecilia Rognoni · Marine Russo · Ayelén Stepnik · Maripaz Hernández · Mercedes Margalot · Vanina Oneto · Agustina García · Mariana González · Alejandra Gulla · Luciana Aymar · Claudia Burkart · Marina di Giacomo · Magdalena Aicega · Mariela Antoniska · Inés Arrondo |

## Medaller
| Posició | País          | Or | Argent | Bronze | Total |
| 1       | Alemanya      | 1  | 0      | 1      | 2     |
| 2       | Austràlia     | 1  | 0      | 0      | 1     |
| 3       | Països Baixos | 0  | 2      | 0      | 2     |
| 4       | Argentina     | 0  | 0      | 1      | 1     |